# Polkadot (kriptovaluta)

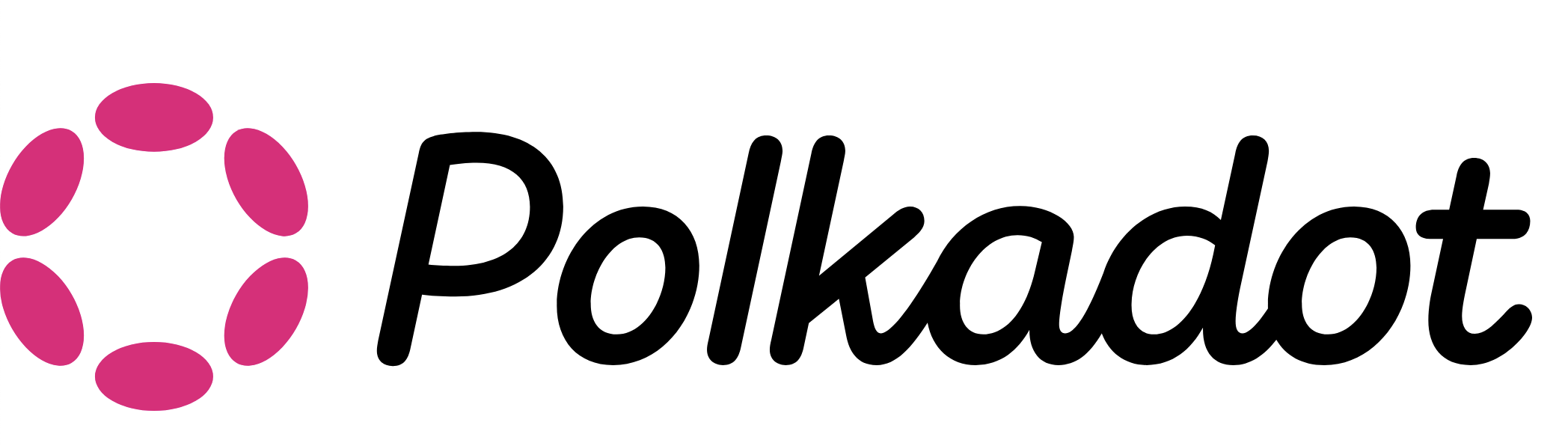

A Polkadot egy blokklánc platform és kriptovaluta. A Polkadot blokklánc natív kriptovalutája a DOT. Úgy tervezték, hogy lehetővé tegye a blokkláncok számára, hogy üzeneteket cseréljenek és tranzakciókat hajtsanak végre egymással megbízható harmadik fél közvetítése nélkül. Ez lehetővé teszi az adatok vagy pénzügyi eszközök blokkláncok közötti átvitelét és decentralizált alkalmazások (úgynevezett dappok) létrehozását a Polkadot hálózatán keresztül.

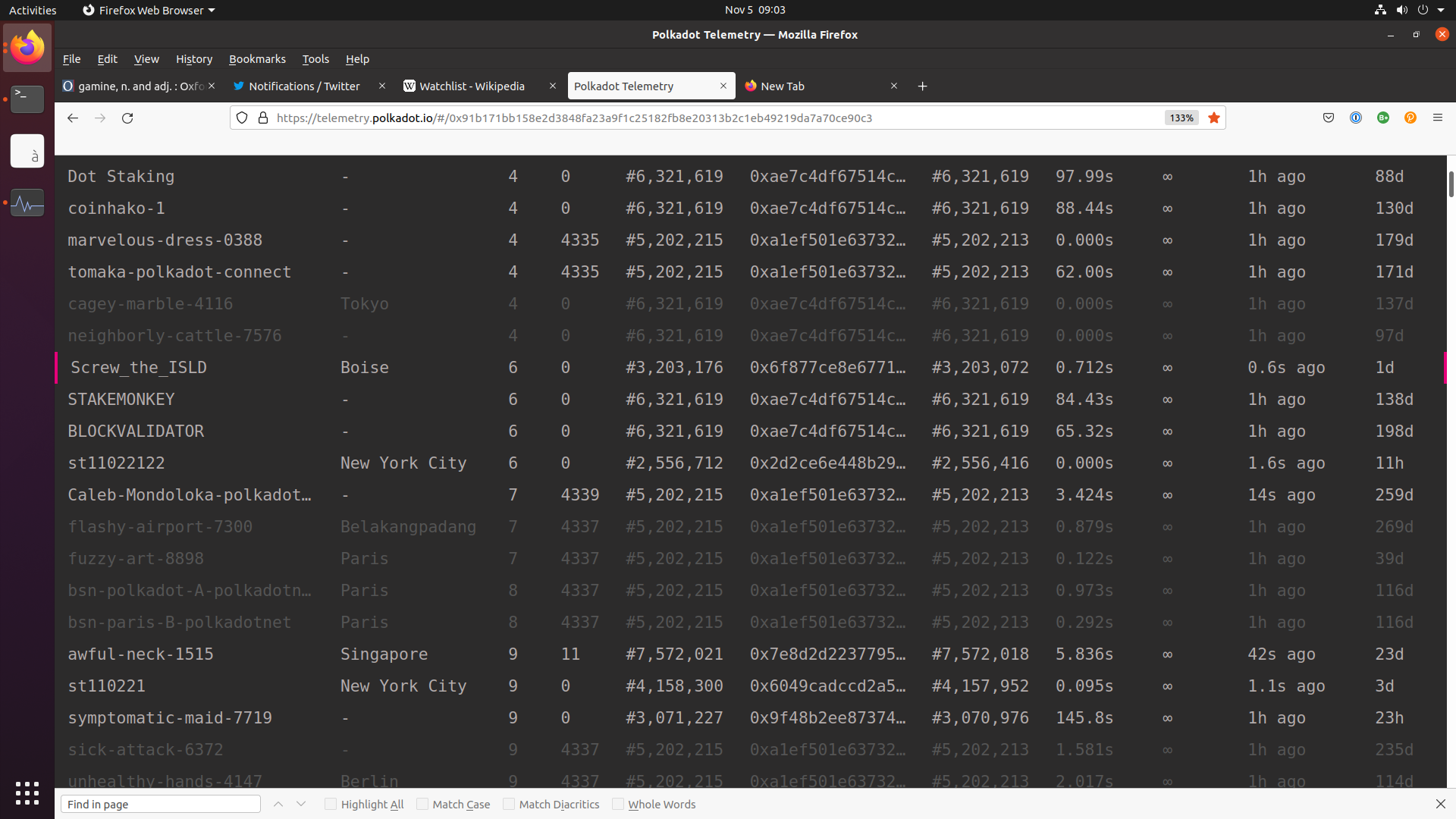
Polkadot közvetítők

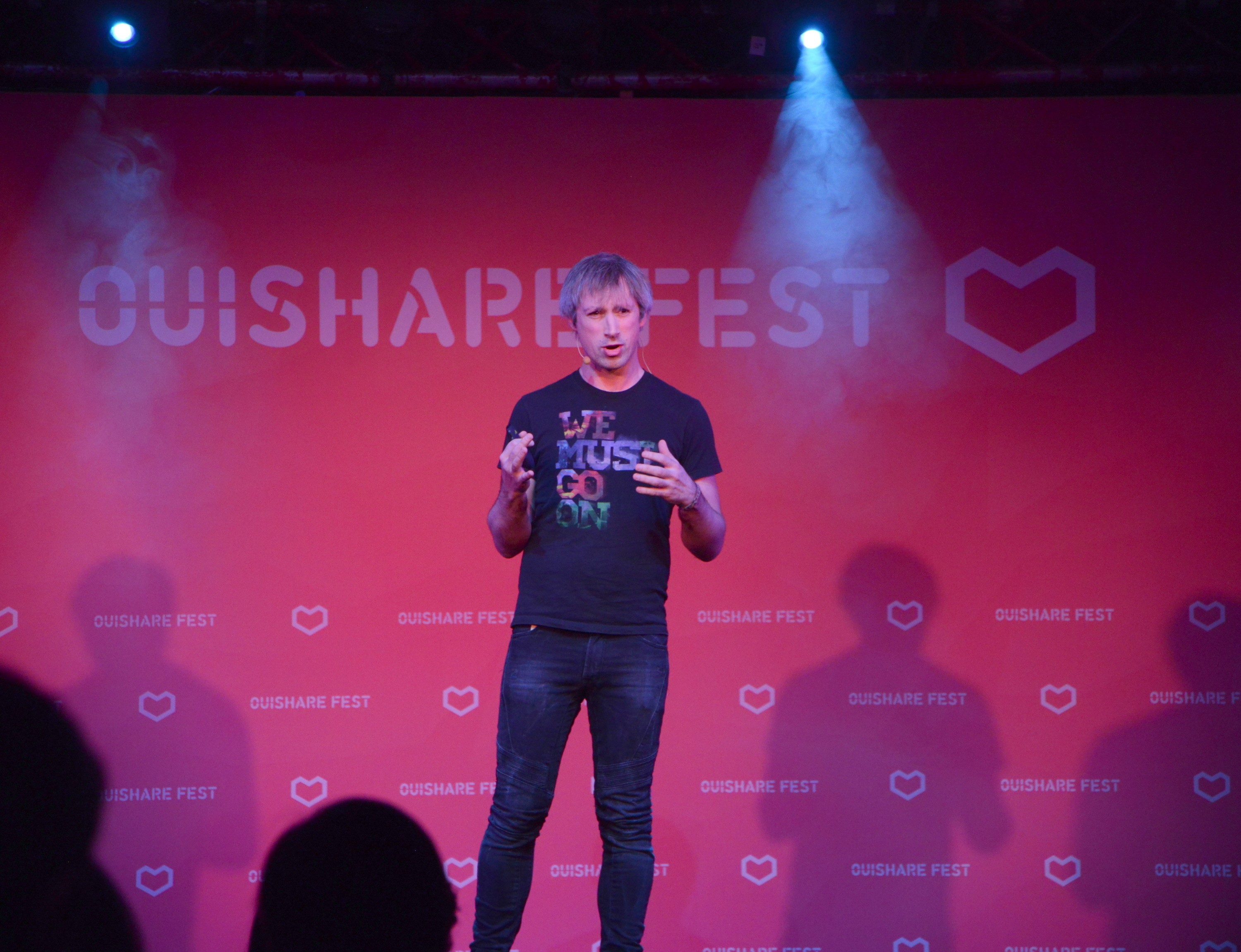
Gavin Wood, a Polkadot alapítója

## Története
A protokollt az Ethereum társalapítója, Gavin Wood, Robert Habermeier és Peter Czaban fejlesztette, és 2017 októberében 144,3 millió dollárt gyűjtött össze egy kezdeti érmekibocsátás (angolul: Initial Coin Offering - ICO) keretében. 2019-ben egy második körös magánértékesítés további 43 millió dollár tőkét eredményezett. Gavin Wood nevéhez fűződik a „Web3” kifejezés megalkotása 2014-ben. A Polkadot fehér könyvét Gavin Wood publikálta még 2016-ban. A Web3 Foundation ezt követően 2017-ben indult.
A Polkadot legelső blokkja (avagy a "genezis blokk") 2020 májusában történt, ekkor indult el a Polkadot hálózat. A natív tokene a DOT, a DOT-ok a genezis blokk elindításával jöttek létre.
2021 októberben egy 777 millió dolláros fejlesztési alapot jelentett be Gavin Wood. A Polkadot pontosan 18,9 millió DOT érmét (ami akkor mintegy 777 millió dollárnak felelt meg) különítettek el egy olyan a hálózati frissítéseket szolgáló alapba, amelynek a végső felhasználásáról a Polkadot közösség tagjai dönthetnek.
2023 januárban kritikus sebezhetőséget fedeztek fel a Polkadot paraláncain, aminek hatására 200 millió dollár értékű digitális eszköz került veszélybe. A hibákat kijavították, az azt felfedező etikus hackert egymillió dollárral jutalmazták.

## Műszaki információk
A Polkadot hálózatnak van egy elsődleges blokklánca, az úgynevezett „közvetítőlánc”, és számos, a felhasználók által létrehozott párhuzamos lánca, az úgynevezett „parachain-ek”. A közvetítőlánc a hálózat irányítási rétegeként működik, míg a parachain-eket aukcióra bocsátják, lehetővé téve a független projektek számára, hogy saját blokkláncokat hozzanak létre és működtessenek a Polkadot infrastruktúrán belül. A közvetítőlánc felelős az adatok érvényesítéséért, a konszenzus eléréséért és a tranzakciók végrehajtásának biztosításáért. Becslések szerint másodpercenként 1000 tranzakciót tud feldolgozni a hálózat.

### Proof-of-stake
A hálózat proof-of-stake konszenzus-algoritmust használ. A használt protokollt, a Blind Assignment for Blockchain Extension-t (BABE) az Ouroboros-ból fejlesztették ki, amely egy Aggelos Kiayias által kifejlesztett protokoll.

### Hidak és párhuzamos szálak
A Polkadot hálózat hidakat alkalmaz, amelyek blokkláncokat kötnek össze és ezek teszik lehetővé az adatátvitelt. A hídszolgáltatók teszik lehetővé más hálózatokkal, mint például a Bitcoinnal vagy a Cardanóval való interoperabilitást. A parathread-ek (avagy párhuzamos szálak) hasonló módon működnek, mint a párhuzamos láncok (parachain) és a használatuk után kell fizetni, valamint nem igényelnek folyamatos kapcsolatot a Polkadot hálózattal.

### Konszenzus és a DOT token
A Polkadot-féle proof-of-stake konszenzusmodellben a résztvevőknek három formája létezik:
- Jelölők: feladatuk a közvetítőláncok biztosítása és a megbízható validátorok kijelölése.
- Validátorok: a DOT token stakelése, a gyűjtőktől bejövő bizonyítékok érvényesítése és a konszenzusban való részvétel a feladatuk.
- Gyűjtők: validált nyilvántartást vezetnek a parachain tranzakciókról, valamint továbbküldik azokat a közvetítőlánc validátorainak.

A DOT tokent stakelésre és a hálózat irányításában való részvételre egyaránt használják:
- Stake: biztosítja a hálózat biztonságát, például más proof-of-stake hálózatokban azáltal, hogy a hálózati résztvevőket becsületes részvételre ösztönzi azzal, hogy a DOT tokeneket a "jó" viselkedés biztosítékaként tartja nyilván (lásd Sybil támadás[13]). A stakelés jutalmat generál a DOT-ot stakelőknek.
- Irányítás: A DOT felhasználók súlyozott stake alapján szavazhatnak.

## Fordítás
Ez a szócikk részben vagy egészben  a   Polkadot (cryptocurrency) című angol Wikipédia-szócikk ezen változatának fordításán alapul.  Az eredeti cikk szerkesztőit annak laptörténete sorolja fel. Ez a jelzés csupán a megfogalmazás eredetét és a szerzői jogokat jelzi, nem szolgál a cikkben szereplő információk forrásmegjelöléseként.